# 吴天林
吴天林（1946年1月—）福建省龙岩县人，中华人民共和国官员。

## 生平
吴天林生于福建省龙岩县大池乡南燕村。中学毕业后考入北京大学中文系，1969年毕业。历任太原钢铁公司工人，中共山西省委政策研究室干事、工业处长，山西省经济体制改革委员会副主任，国家经济体制改革委员会生产体制司司长、综合规划试点司司长，国务院经济体制改革办公室综合调研司司长。2000年，任中央企业工委国有重点大型企业监事会主席。2003年任国务院国有资产监督管理委员会国有重点大型企业监事会主席。吴天林曾获聘为上海市股份制协会顾问、全国股票发行审核委员会委员。

## 著作
吴天林撰写过调研报告、论文百余篇，多发表在国家级重点报刊上，研究成果多次获省级优秀成果奖。吴天林的著作有：
- 《经济改革实践与思考》

吴天林主编有：
- 《现代企业制度丛书》
- 《深化企业改革的理论与对策》
- 《现代企业制度百题问答》
- 《现代企业制度实用手册》
- 《股份制试点工作指南系列丛书》
- 《国有经济债务重组理论与实务》